# Тэлботт, Пэйтон
Пэ́йтон Э́нтони Тэ́лботт (англ. Payton Anthony Talbott; род. 9 сентября 1998 года, Лас-Вегас, штат Невада, США) — американский профессиональный боец смешанных единоборств, выступающий под эгидой Ultimate Fighting Championship в легчайшей весовой категории.

## Биография
Пэйтон Энтони Тэлботт родился 9 сентября 1998 года в Лас-Вегасе, Невада, США и вырос на западе штата в 6 часа езды — в Рино, где проживает до сих пор. По своему происхождению частично чокто — коренного народа США. Мама Пэйтона — пластический хирург, также в семье у него есть несколько братьев и сестер. До прихода в смешанные единоборства играл в американский футбол и участвовал в соревнованиях, будучи учеником средней школы Рино.

### Ранняя карьера
Тэлботт дебютировал по профессионалам в ноябре 2021 года в организации FirePower MMA, где нокаутом во втором раунде победил казахстанского бойца Абдыкабыла Калдара. Позже в той же лиге провел второй бой и одержал победу над Билли Брендом нокаутом в третьем раунде.
Дальнейшую карьеру Пэйтон провел в лиге экс-бойца UFC Юрайи Фейбера. На Urijah Faber's A1 Combat 2 Тэлботт техническим нокаутом во втором раунде победил Гектора Фаджардо. В марте 2023 года одержал победу над Кристаном Ривасом, после чего выступил на Претендентской серии Дэйны Уайта. Там он единогласным решением судей победил Рейеса Кортеса и подписал контракт с UFC.

## Личная жизнь
Тэлботт в 2022 окончил Невадский университет в Рино со степенью бакалавра по специальности музыкальная психология. Он заинтересовался музыкальной терапией и изучал ее, чтобы понять, как музыка может помочь людям, страдающим психическими заболеваниями. Начав с изучения клинической психологии, затем он сосредоточился на нейробиологии. Хотя его карьера в смешанных единоборствах началась, когда он еще учился в колледже, Пэйтон окончательно перешел в спорт, когда его профессиональный рекорд был уже 2-0.
Тэлботту нравится скейтборд и он страстный поклонник музыки, ранее никогда не увлекавшимся смешанными единоборствами или UFC. Пэйтон начал играть на гитаре еще в детстве, затем на тромбоне, а позже научился играть и на скрипке. Помимо этого у него есть коллекция виниловых пластинок, в которую входят The Doors, Pink Floyd, Нил Янг, Тупак Шакур и Bee Gees. Тэлботт ведет канал на YouTube, где публикует экспериментальные видеоролики для продвижения своей карьеры и боев, которые монтирует сам вместе с другом. Он также любит хай-дайвинг, скалолазание и пол дэнс.
Помимо спортивной карьеры, Пэйтон до сих пор работает бариста и планировал стать пожарным.

## Статистика в профессиональном ММА
По данным Sherdog:
| Боёв 11  | Побед 10 | Поражений 1 |
| -------- | -------- | ----------- |
| Нокаутом | 7        | 0           |
| Сдачей   | 1        | 0           |
| Решением | 2        | 1           |

| Результат | Рекорд | Соперник         | Способ                                        | Турнир                                           | Дата            | Раунд | Время | Место                         | Примечание                                                          |
| --------- | ------ | ---------------- | --------------------------------------------- | ------------------------------------------------ | --------------- | ----- | ----- | ----------------------------- | ------------------------------------------------------------------- |
| Победа    | 10-1   | Фелипе Лима      | Единогласное решение                          | UFC 317                                          | 28 июня 2025    | 3     | 5:00  | Лас-Вегас, Невада, США        |                                                                     |
| Поражение | 9-1    | Раони Барселос   | Единогласное решение                          | UFC 311                                          | 18 января 2025  | 3     | 5:00  | Лос-Анджелес, Калифорния, США |                                                                     |
| Победа    | 9-0    | Янис Геммури     | Нокаут (удары)                                | UFC 303                                          | 29 июня 2024    | 1     | 0:19  | Лас-Вегас, Невада, США        | «Выступление вечера» (2)                                            |
| Победа    | 8-0    | Кэмерон Саайман  | Технический нокаут (левый прямой и добивание) | UFC on ESPN: Рибас vs. Намаюнас                  | 23 марта 2024   | 2     | 0:21  | Лас-Вегас, Невада, США        | «Выступление вечера»                                                |
| Победа    | 7-0    | Ник Агирре       | Сдача (удушающий приём сзади)                 | UFC Fight Night: Аллен vs. Крейг                 | 18 ноября 2023  | 3     | 0:58  | Лас-Вегас, Невада, США        |                                                                     |
| Победа    | 6-0    | Рейес Кортес     | Единогласное решение                          | Претендентская серия Дэйны Уайта 2023: 1 неделя  | 8 августа 2023  | 3     | 5:00  | Лас-Вегас, Невада, США        |                                                                     |
| Победа    | 5-0    | Кристиан Ривас   | Технический нокаут (удары руками и локтями)   | Urijah Faber's A1 Combat 9: Тэлботт vs. Ривас    | 18 марта 2023   | 3     | 1:35  | Лонг-Бич, Калифорния, США     | Защитил (2) пояс чемпиона Urijah Faber's A1 Combat в легчайшем весе |
| Победа    | 4-0    | Энтони Хименес   | Технический нокаут (колено в прыжке и удары)  | Urijah Faber's A1 Combat 6: Тэлботт vs. Хименес  | 22 октября 2022 | 2     | 4:26  | Коммерс, Калифорния, США      | Защитил (1) пояс чемпиона Urijah Faber's A1 Combat в легчайшем весе |
| Победа    | 3-0    | Гектор Фаджардо  | Технический нокаут (удары)                    | Urijah Faber's A1 Combat 2: Тэлботт vs. Фаджардо | 28 мая 2022     | 2     | 0:12  | Уитленд, Калифорния, США      | Завоевал пояс чемпиона Urijah Faber's A1 Combat в легчайшем весе    |
| Победа    | 2-0    | Билли Бренд      | Технический нокаут (удары)                    | FirePower 4: Sudden Impact                       | 12 февраля 2022 | 3     | 2:38  | Сакраменто, Калифорния, США   |                                                                     |
| Победа    | 1-0    | Абдыкабыл Калдар | Технический нокаут (удары)                    | FirePower 3: Magnum Force                        | 27 ноября 2021  | 2     | 3:06  | Сакраменто, Калифорния, США   | Дебют в профессиональном ММА                                        |

## Статистика в любительском ММА
По данным Sherdog:
| Результат | Рекорд | Соперник         | Способ                                             | Турнир                  | Дата            | Раунд | Время | Место             | Примечание                                                  |
| --------- | ------ | ---------------- | -------------------------------------------------- | ----------------------- | --------------- | ----- | ----- | ----------------- | ----------------------------------------------------------- |
| Победа    | 5-0    | Алекс Гамез      | Технический нокаут (удары руками и ногой в голову) | KOTC: Future Legends 47 | 21 августа 2021 | 2     | 0:12  | Рино, Невада, США | Защитил (1) пояс чемпиона King of the Cage в легчайшем весе |
| Победа    | 4-0    | Кэмерон Сандовал | Удушающий приём (сзади)                            | KOTC: Future Legends 45 | 16 ноября 2019  | 3     | 1:35  | Рино, Невада, США | Завоевал пояс чемпиона King of the Cage в легчайшем весе    |
| Победа    | 3-0    | Тэйлор Куизинот  | Технический нокаут (удары)                         | KOTC: Future Legends 44 | 13 июля 2019    | 2     | 0:42  | Рино, Невада, США |                                                             |
| Победа    | 2-0    | Джозеф Ли        | Технический нокаут (удары)                         | KOTC: Future Legends 41 | 25 августа 2018 | 3     | 2:42  | Рино, Невада, США |                                                             |
| Победа    | 1-0    | Эрнесто Виллегас | Удушающий приём (сзади)                            | KOTC: Future Legends 40 | 16 марта 2018   | 2     | 1:12  | Рино, Невада, США |                                                             |